# يوهان ياكوب بول
يوهان ياكوب بول (بالألمانية: Paul Moldenhawer)‏ (و. 1766 – 1827 م) هو عالم نبات، وأستاذ جامعي من ألمانيا . ولد في هامبورغ .
توفي في كيل .

## التعليم
تعلم في جامعة كيل، وجامعة كوبنهاغن

## مناصب وهيئات
أدار جامعة كيل.